# جامعة البيان (السودان)
جامعة البيان مؤسسة للتعليم العالي في السودان أُنشأت في البداية في العام 1997 في ولاية الخرطوم باسم "كلية البيان للعلوم والتكنولوجيا". تنحصر تخصصاتها في المجالات الطبية والهندسية والعلوم التقنية وغيرها، وقبلت الدفعة الأولى من طلابها عام 1998.شهد السودان الكثير من التغيُرات في المجالات الاقتصادية والعلمية مما أدي لنشوء العديد من الكليات والجامعات.
في 9 ديسمبر 2021 ترفعت الكلية وأصبحت جامعة وفقاً للقرار الوزاري رقم 94 الصادر عن الأمين العام للمجلس القومي للتعليم العالي والبحث العلمي في جمهورية السودان.

## أقسام ومراكز الكلية
يوجد بالكلية اختصاصات الطب البشري وطب الأسنان و6 أقسام ومركزين هما مركز للحاسوب ومركز للتدريب والأقسام تحتوى علي قسم هندسة المعدات الطبية وقسم هندسة النظم الإلكترونية وقسم نظم المعلومات وقسم علوم الحاسوب وقسم تقنية المعلومات وقسم البناء والتشييد.

## أعضاء مجلس الإدارة
يضم مجلس الإدارة د. يس حميدة إبراهيم - رئيس مجلس الإدارة - والأستاذ إبراهيم المبارك إبراهيم - العضو المنتدب - ود. جعفر محمد بشير - عميد الكلية - د.حسن حميدة إبراهيم - وكيل الكلية.